# Brommella punctosparsa
Brommella punctosparsa is een spinnensoort uit de familie Cicurinidae.
De wetenschappelijke naam van de soort werd voor het eerst geldig gepubliceerd in 1957 door Ryoji Oi.